# James T. Collins
James T. Collins (ur. 1946 w Chicago) – amerykański językoznawca, specjalista w zakresie języka malajskiego. Zajmuje się lingwistyką porównawczą, dialektologią, leksykografią i socjolingwistyką.
Prowadził badania dialektalne w Archipelagu Malajskim (Półwysep Malajski, Sumatra, Borneo, Celebes i Moluki).
Studia magisterskie z językoznawstwa ukończył w 1975 roku na Uniwersytecie w Chicago. Doktoryzował się w 1980 r. na podstawie rozprawy The Historical Relationships of the Languages of Central Maluku, Indonesia.

## Wybrana twórczość
- Ambonese Malay and creolization theory (1980)
- Malay, world language: A short history (2000)
- Wibawa bahasa: Kepelbagaian dan Kepiawaian (2002)
- Bahasa Melayu, bahasa Dunia: Sejarah Singkat (2005)
- Asilulu-English dictionary (2007)